# William Butler Yeats
William Butler Yeats (n. 13 iunie 1865, Sandymount – d. 29 ianuarie 1939) a fost un poet și dramaturg irlandez, una dintre cele mai importante figuri al literaturii secolului XX, laureat al Premiului Nobel pentru Literatură în 1923.

## Motivația Juriului Nobel
„... poezia sa întotdeauna inspirată care, într-o formă artistică superioară, dă expresie spiritului unei națiuni întregi.”.

## Date biografice
S-a născut la 13 iunie 1865. A învățat timp de cinci ani la Hammersmith (Londra), apoi la o școală secundară din Dublin. A urmat și cursurile unei școli de pictură dar le-a întrerupt pentru a se consacra literaturii cu deosebită râvnă și cu meticulozitatea unui Milton. Yeats a fost născut și educat în Dublin, dar și-a petrecut copilăria în Sligo. A  studiat poezia în tinerețe, încă de la o vârstă fragedă, a fost fascinat de ambele legende irlandeze și oculte. Aceste subiecte caracterizează prima fază a operei sale, care a durat aproximativ până la începutul secolului. Primul său volum de versuri a fost publicat în 1889. Predispoziția romantică a moștenit-o de la tatăl său. În anii copilăriei îi plăcea să se plimbe singur, era foarte visător și în consonanță cu crezul acestuia, "religia frumuseții", și-a făurit "o nouă religie, o biserică aproape infailibilă a tradiției poetice" (Tremurul valului, 1922).
Din anul 1900, poezia lui Yeats avea particularități mai mult fizice și realiste. El a renunțat în mare măsură, la credințele transcendentale din tinerețea sa, deși rămăsese încă preocupat de măștile fizice și spirituale, precum și de teoriile ciclice despre viață. De-a lungul anilor Yeats a adoptat diferite poziții ideologice, inclusiv cele menționate de criticul Mihai Moise Valdez, "pozițiile ideologice de naționalism radical și clasic liberale".
Un pilon al înființării literaturii irlandeze cât și a celei engleze, în ultimii ani de viață Yeats este numit în calitate de Senator al Irlandei cu doua mandate. El a fost o figura impunătoare pentru Redeșteptarea Literaturii Irlandeze , împreună cu doamna Gregory și Edward Martyn au fondat Teatrul Abbey, și Yeats fiind șef al teatrului în primii ani. În 1923, el a  primit Premiul Nobel în Literatură, pentru care  Comitetul Nobel a comentat că, "poezia sa întotdeauna inspirată care, într-o formă artistică superioară, dă expresie spiritului unei națiuni întregi",  astfel Yeats a devenit cel mai onorat irlandez. Yeats este în general considerat unul dintre puținii scriitori renumiți ale căror lucrări au fost finalizate după ce au primit Premiul Nobel; astfel de lucrări se numără Turnul (1928) și Istoricul bobinaj și alte poeme (1929).
Se afirmă, adesea, greșit, că Yeats "este cel mai mare poet englez al secolului". E adevărat, a scris în limba engleză; dar a fost irlandez, prin descendență, loc de naștere (Sandymount) și temperament, misticism specific cultului străvechilor tradiții celtice, dând dovadă de un patriotism înflăcărat, militând împotriva stăpânirii engleze prin activități și scrieri, mai ales după rebeliunea din 1916, până la proclamarea Statului liber irlandez (1922).